# Черногорка (Кривой Рог)
Черногорка (укр. Чорногорка) — исторический район Кривого Рога, бывший посёлок.

## История
Черногорка возникла в 1850-х годах на возвышенном левом берегу реки Ингулец. Существовали пещеры, где скрывались воры. Возможно отсюда и пошло название.
Во время Великой Отечественной войны произошла Черногорская трагедия.
Застройка продолжалась до 1960-х годов.

## Характеристика
Жилой массив в восточной части Центрально-Городского района Кривого Рога на левом берегу реки Ингулец. Граничит с Трампарком на востоке и через реку Ингулец с Гданцевкой на западе.
Площадь 2 тысячи га. Имеет 35 улиц на которых проживает 4100 человек.